# التغير المناخي في باكستان
يُتوقع أن يتسبب التغير المناخي في باكستان آثار واسعة النطاق على البيئة والناس في باكستان. ازداد تقلّب المناخ في باكستان على مدى العقود العديدة الماضية نتيجة للتغير المناخي المستمر، ومن المتوقع استمرار هذا الاتجاه مستقبلًا. يهدد ذوبان الأنهار الجليدية في جبال الهيمالايا، إضافة لارتفاع درجات الحرارة والجفاف والظروف الجوية القاسية في بعض أجزاء البلاد، العديد من الأنهار المهمة في باكستان. احتلت باكستان المرتبة الخامسة بين أكثر الدول تضررًا بسبب المناخ المتطرف الناجم عن التغير المناخي بين عامي 1999 و2018.
تساهم باكستان بشكل ضئيل في انبعاثات غازات الدفيئة العالمية، إلا أنها معرضة بشدة لتأثيرات التغير المناخي. يزيد انخفاض قدرة باكستان التقنية والمالية على التكيف مع الآثار السلبية للتغير المناخي من هشاشتها. يعدّ الأمن الغذائي والمائي، وكذلك نزوح أعداد كبيرة من السكان، من التهديدات الرئيسية التي تواجه البلاد. يعدّ الاقتصاد الباكستاني المعتمد على الزراعة معرضًا لازدياد عدم الانتظام وعدم اليقين على وجه الخصوص بشأن الظروف المناخية. تواجه باكستان مثل العديد من دول جنوب آسيا، مخاطر عالية بسبب آثار التغير المناخي.
تشمل التوقعات العامة المستقبلية لباكستان ما يلي: يُتوقع أن تكون الزيادة المقدرة في درجات الحرارة في باكستان أعلى من المتوسط العالمي، ويُقدر أن يزداد تواتر الأيام الحارة والليالي الحارة زيادة كبيرة، ومن المتوقع أن تنخفض غلات المحاصيل الرئيسية مثل القمح والأرز بشكل ملحوظ، وأن ينخفض معدل توافر المياه للفرد إلى مستوى ينذر بالخطر.

## انبعاثات غازات الدفيئة
تعدّ انبعاثات الغازات الدفيئة في باكستان أقل من 1% من الإجمالي العالمي، وأقل بكثير بما يخص المتوسط لكل شخص مقارنة بانبعاثات غازات الاحتباس الحراري في معظم البلدان، أي أقل من 2 طن سنويًا. بلغ إجمالي انبعاثات غازات الدفيئة في عام 2015 حوالي 408 مليون طن من مكافئ ثاني أكسيد الكربون، 43% منها من الزراعة في باكستان، و46% منها من الطاقة، مثل حرق الوقود للتدفئة ونقل الطاقة وتوليد الكهرباء.
يشكل كل من الميثان وأكسيد النيتروز معظم غازات الدفيئة المنبعثة من الزراعة. يأتي الميثان من تجشؤ الأبقار والأغنام والماعز، وإدارة السماد الطبيعي، وزراعة الأرز. ينتج أكسيد النيتروز أساسًا عن التربة الزراعية بسبب استخدام الأسمدة الاصطناعية وروث المزارع ومخلفات المحاصيل بعد الحرق.
يشكل غاز ثاني أكسيد الكربون المكون الرئيسي لغازات الدفيئة المنبعثة من استخدام الطاقة، إذ شكل حرق الغاز الأحفوري والفحم والنفط حوالي 80 مليون طن.
قد تشمل الإجراءات الأكثر صرامة ضد تلوث الهواء في باكستان كما اقتُرح، إجراءات من شأنها أيضًا الحد من انبعاثات غازات الدفيئة، مثل زيادة الضرائب على وقود السيارات. صرح رئيس الوزراء عمران خان في 2020 أنه لن يُمنح المزيد من التصاريح لمحطات الطاقة التي تعمل بالفحم في باكستان، ومع ذلك، من المتوقع بناء محطات طاقة تعمل بالفحم والتي مُنحت تصاريح بالفعل.

## التأثيرات على البيئة الطبيعية

### التغيرات في درجات الحرارة والطقس
يمكن القول بثقة كبيرة عند النظر بكون تأثيرات التغير المناخي محددة بالمنطقة بشكل كبير، أن درجات الحرارة السطحية ترتفع وأن الظواهر المناخية القاسية ستزداد بمرور الوقت. ستؤدي هذه التغييرات إلى تعطيل العمليات البيئية المتوقعة والنشاط البشري. يمكن أن تظهر العوامل التي يعتقد أنها تؤثر على التغير المناخي تقلبًا أيضًا، وقد لوحظت اختلافات فوضوية ودورية في مناطق مختلفة من الأرض وفترات زمنية متفاوتة.
سُجلت زيادة ملحوظة قدرها 0.57 درجة مئوية في متوسط درجة الحرارة السنوية لباكستان من عام 1901 حتى عام 2000. على الرغم من كون هذا التغيير المتوسط أقل من المتوسط في منطقة جنوب آسيا، فالاتجاه للاحترار كان أكثر تسارعًا بمقدار 0.47 درجة مئوية بين عامي 1961 و2007، مما يشير إلى زيادة في معدل تغير متوسط درجة الحرارة.
تعدّ هذه الظاهرة خاصة بالمنطقة- كما هو الحال مع جميع تأثيرات المناخ والطقس- إذ تشير بعض المناطق إلى متوسطات أقل قليلًا. من المحتمل جدًا حدوث زيادة إجمالية في درجات الحرارة القصوى، وتغير أنماط المناخ المتوقعة بشكل كبير. أبلغت معظم المناطق علاوة على ذلك، عن زيادة متوسط درجات الحرارة السطحية، مما يشير إلى اتجاه نحو الاحترار العام.
سُجلت زيادة قدرها 0.6-1.0 درجة مئوية في متوسط درجة الحرارة في السهول شديدة الجفاف، والمناطق الساحلية القاحلة، والمناطق الجبلية في باكستان، مع انخفاض في هطول الأمطار في الصيف والشتاء بنسبة 10-15% في الحزام الساحلي والسهول القاحلة. سُجلت زيادة بنسبة 18-32% في هطول الأمطار الموسمية في المناطق شبه الرطبة والرطبة من البلاد.
يُقال إن انخفاض الغطاء السحابي في وسط باكستان بنسبة 3-5% قد أدى إلى زيادة ساعات سطوع الشمس، وزيادة مسجلة في متوسط درجة الحرارة بمقدار 0.9 درجة مئوية. أُبلغ عن زيادة في الجفاف في المناطق الشمالية، خارج نطاق حزام الرياح الموسمية.
تُظهر توقعات التغير المناخي في تقرير التقييم الخامس لجنوب آسيا ككل، ميل الاحترار لأن يكون أعلى من المتوسط العالمي، وأن التغير المناخي سيؤثر على معدل ذوبان الأنهار الجليدية وأنماط هطول الأمطار في المنطقة، ولا سيما التأثير على توقيت هطول الأمطار الموسمية وقوتها. سيؤثر ذلك بشكل كبير على إنتاجية القطاعات المعتمدة على المياه وكفاءتها مثل الزراعة والطاقة.
تشمل التوقعات المستقبلية العامة لمناخ باكستان ما يلي:
- يُتوقع أن تكون الزيادة المقدرة في درجات الحرارة في باكستان أعلى من المتوسط العالمي.
- يُتوقع أن تكون الزيادة المقدرة في درجات الحرارة في الأجزاء الشمالية أعلى من الأجزاء الجنوبية من البلاد.
- يُتوقع أن يزداد تواتر الأيام الحارة والليالي الحارة زيادة كبيرة.
- لا تشير توقعات هطول الأمطار في باكستان إلى أي اتجاهات متغيرة بشكل منهجي.
- يُتوقع حدوث اتجاه متزايد في هطول الأمطار فوق حوض السند العلوي، واتجاه تنازلي في حوض السند السفلي.

#### الظواهر المناخية القاسية
يُرجح أن تزداد ظواهر الطقس القاسية، مثل الأعاصير أو الرياح الموسمية الشديدة في باكستان بسبب ارتفاع درجة حرارة البحر والغلاف الجوي. تسلط التوقعات الحكومية الضوء على الزيادة الكبيرة في تواتر الظواهر المناخية القاسية وشدتها، إلى جانب عدم انتظام الأمطار الموسمية التي تسبب فيضانات وحالات جفاف متكررة ومكثفة، إذ أبلغت باكستان على سبيل المثال عن أكثر من 150 ظاهرة من ظواهر المناخ القاسية بين عامي 1998 و2018.

## المجتمع والثقافة

### الرأي العام
زعم غالبية الباكستانيين الذين شملهم الاستطلاع أن التغير المناخي قد أثر بشكل كبير على حياتهم بسبب الفيضانات والجفاف، والأهم من ذلك أنه أثر على توفر الموارد مثل الطاقة والمياه، وفقًا لتقرير بي بي سي عن مناخ آسيا. شعر 53% من الباكستانيين أن حياتهم أصبحت أسوأ مما كانت عليه قبل خمس سنوات. وجد أن غالبية الناس لم يكونوا على دراية بمعنى التغير المناخي على الرغم من تأثيرات التغير المناخي الواضحة، إذ «نسبوا التغيرات في المناخ والظواهر الجوية المتطرفة إلى إرادة الله».